# Deport (Texas)
Deport es una ciudad ubicada en el condado de Lamar en el estado estadounidense de Texas. En el Censo de 2010 tenía una población de 578 habitantes y una densidad poblacional de 200,69 personas por km².

## Geografía
Deport se encuentra ubicada en las coordenadas 33°31′45″N 95°19′3″O / 33.52917, -95.31750. Según la Oficina del Censo de los Estados Unidos, Deport tiene una superficie total de 2.88 km², de la cual 2.88 km² corresponden a tierra firme y (0 %) 0 km² es agua.

## Demografía
Según el censo de 2010, había 578 personas residiendo en Deport. La densidad de población era de 200,69 hab./km². De los 578 habitantes, Deport estaba compuesto por el 92.91 % blancos, el 1.73 % eran afroamericanos, el 1.04 % eran amerindios, el 0 % eran asiáticos, el 0 % eran isleños del Pacífico, el 1.9 % eran de otras razas y el 2.42 % pertenecían a dos o más razas. Del total de la población el 4.5 % eran hispanos o latinos de cualquier raza.